# Supercopa do Brasil de Futsal de 2023
A Supercopa do Brasil de Futsal de 2023 foi a sétima edição do torneio nacional. Com novo formato que esse ano reúne os campeões e vices da Taça Brasil de Futsal, e da Copa do Brasil de Futsal, o campeão da Copa Nordeste e o campeão da Liga Sul. O Joinville foi o campeão da competição ao vencer o Magnus na final e garantiu vaga na CONMEBOL Libertadores de Futsal de 2023.
Por causa de divergências entre CBFS e a LNF, o campeão do torneio mais importante do país, o Corinthians, não terá o direito de disputar o campeonato.
A competição ocorre entre os dias 15 e 19 de Março de 2023, na Arena Maracaju, na cidade de Maracaju, Mato Grosso do Sul.

## Equipes classificadas
| Estado         | Equipe                      | Classificação                                       |
| -------------- | --------------------------- | --------------------------------------------------- |
| Santa Catarina | Joinville                   | Campeão da Taça Brasil de Futsal de 2022            |
| São Paulo      | Magnus                      | Vice Campeão da Taça Brasil de Futsal de 2022       |
| Paraná         | Pato Futsal                 | Campeão da Copa do Brasil de Futsal de 2022         |
| Ceará          | Jijoca Futsal.              | Vice Campeão da Copa do Brasil de Futsal de 2022    |
| Santa Catarina | Joaçaba                     | Campeão da Liga Sul de Futsal de 2022               |
| Ceará          | Ceará São João do Jaguaribe | Vice Campeão da Copa do Nordeste de Futsal de 2022. |

#### Primeira fase
| 15 de março de 2023 | Pato Futsal | 7 – 3 | Ceará São João do Jaguaribe | Arena Maracajú |
| 19:00               |             |       |                             |                |

| 15 de março de 2023 | JEC/Krona Futsal | 3 – 3 | Magnus | Arena Maracajú |
| 21:00               |                  |       |        |                |

Rodada 2
| 16 de março de 2023 | Joaçaba Futsal | 2 – 2 | Pato Futsal | Arena Maracajú |
| 19:00               |                |       |             |                |

| 16 de março de 2023 | JEC/Krona Futsal | 1 – 0 | Jijoca Futsal | Arena Maracajú |
| 21:00               |                  |       |               |                |

Rodada 3
| 17 de março de 2023 | Ceará São João do Jaguaribe | 2 – 4 | Joaçaba Futsal | Arena Maracajú |
| 17:00               |                             |       |                |                |

| 17 de março de 2023 | Jijoca Futsal | 2 – 4 | Magnus | Arena Maracajú |
| 19:00               |               |       |        |                |

## Playoffs
|  | Semifinal          | Semifinal          |   |                    | Final               | Final   |  |
|  |                    |                    |   |                    |                     |         |  |
|  | 18 de março.11:30h |                    |   |                    |                     |         |  |
|  | Pato Futsal        | 1(0)pro            |   |                    |                     |         |  |
|  | Joinville          | 1(1)pro            |   |                    |                     |         |  |
|  |                    |                    |   |                    |                     |         |  |
|  |                    |                    |   |                    | 19 de março.13:30h  |         |  |
|  |                    |                    |   |                    | Joinville           | 4       |  |
|  |                    | Magnus             | 1 |                    |                     |         |  |
|  |                    |                    |   |                    |                     |         |  |
|  |                    |                    |   |                    |                     |         |  |
|  |                    |                    |   |                    | Disputa do 3° lugar |         |  |
|  | 18 de março.13:45h | 18 de março.13:45h |   | 19 de março.11:00h | 19 de março.11:00h  |         |  |
|  | Magnus             | 6                  |   | Pato Futsal        | 2(3)pro             |         |  |
|  | Joaçaba            | 2                  |   |                    | Joaçaba             | 2(1)pro |  |

## Premiação
| Supercopa de Futsal de 2023   |
| Santa Catarina                |
| ----------------------------- |
| Joinville Campeão (1º título) |

1. ↑  {{citar web|url=https://x1futsal.com.br/cbfs-confirma-supercopa-de-futsal-sem-o-campeao-na-lnf/
2. ↑  {{citar web|url=https://www.maracaju.ms.gov.br/portal/noticias/0/3/6547/arena-maracaju-recebe-mais-um-grande-evento-esportivo-e-a-super-copa-de-futsal-ocorre-em-marco